# 四大元素 (絵画)
『四大元素』（しだいげんそ、伊: I quattro elementi, 英: The Four Elements）は、イタリアの画家ジュゼッペ・アルチンボルドが描いた一連の絵画の総称。単に『四大』とも。

## 作品
アルチンボルドは、自然科学への関心が高かったマクシミリアン2世に『四大元素』と『四季』の2つの連作を捧げた。連作のそれぞれの作品は、『火』は乾燥した熱気であることから『夏』というように相互に関係しており、『大気』は『春』と、『大地』は『秋』と、『水』は『冬』とそれぞれ呼応している。
『四大元素』は、世界の構成要素である四大元素が、それぞれに相応しいもので表現された作品であり、1566年に最初の連作が製作された。2つの連作はともに大きな評判を集めたため、後にいくつかのバージョンが製作されている（箇条書きで示した製作年代などはそれぞれ右写真のもの）。

### 『大気』

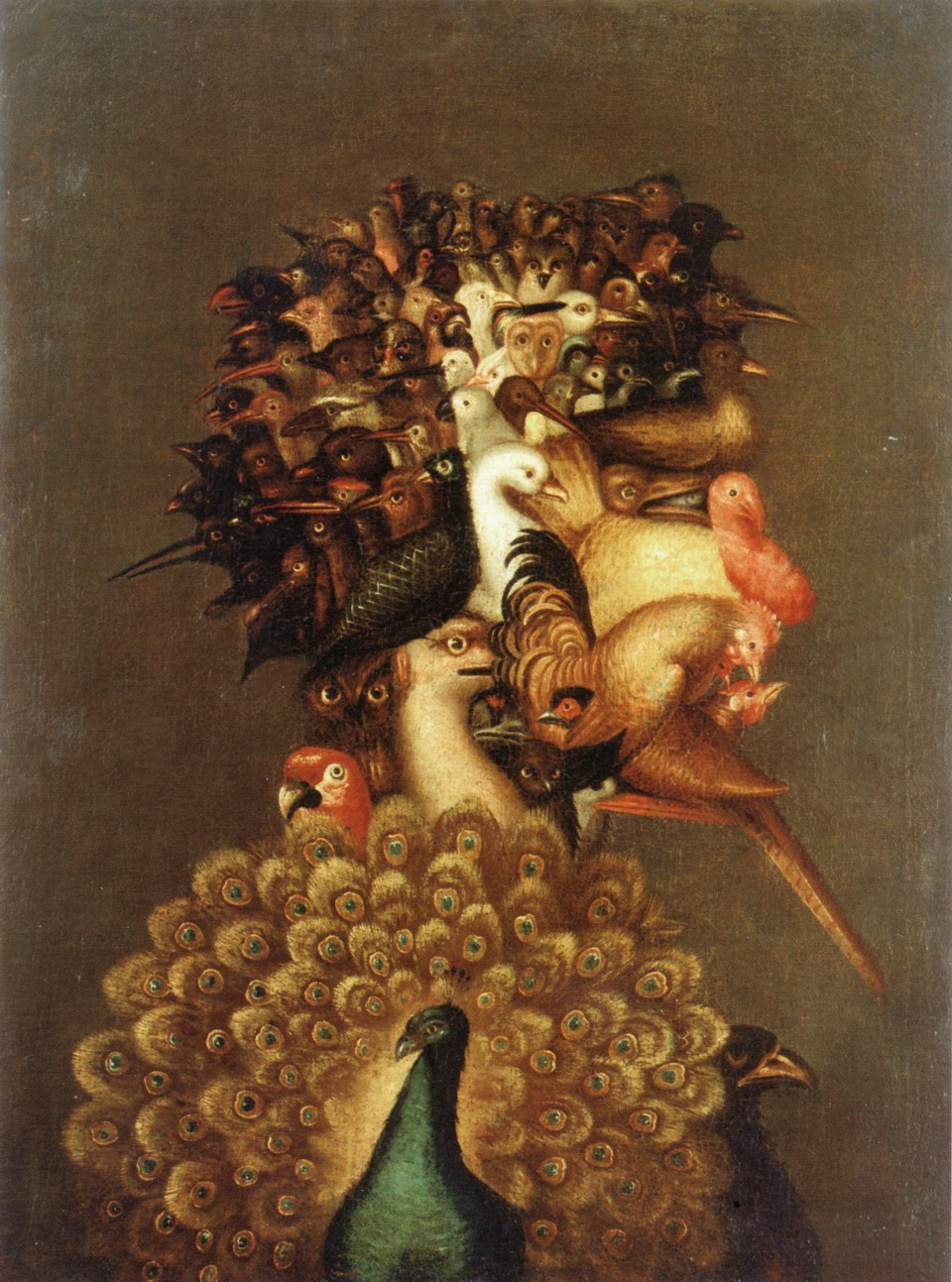
『大気』

オリジナル版は紛失しており、現存するものは、アルチンボルド本人による複製と考えられている。登場する鳥の大部分については、アルチンボルドによる素描が残存している。しかし、連作の他の作品と支持体やタッチが異なっていることなどから、アルチンボルドの作ではないと考える研究者もいる。
また、像の頭部に所狭しと並んでいる鳥たちは、主に頭の部分しか描かれていないため、それぞれの種類の特定を行うことは困難である。像の胸部に描かれた鷲と正面を向いた孔雀は、ともにハプスブルク家の象徴である。
- 製作年代：不詳
- 技法：油彩、カンヴァス
- サイズ：74.4×56 cm
- 所蔵：スイス、個人蔵

### 『火』

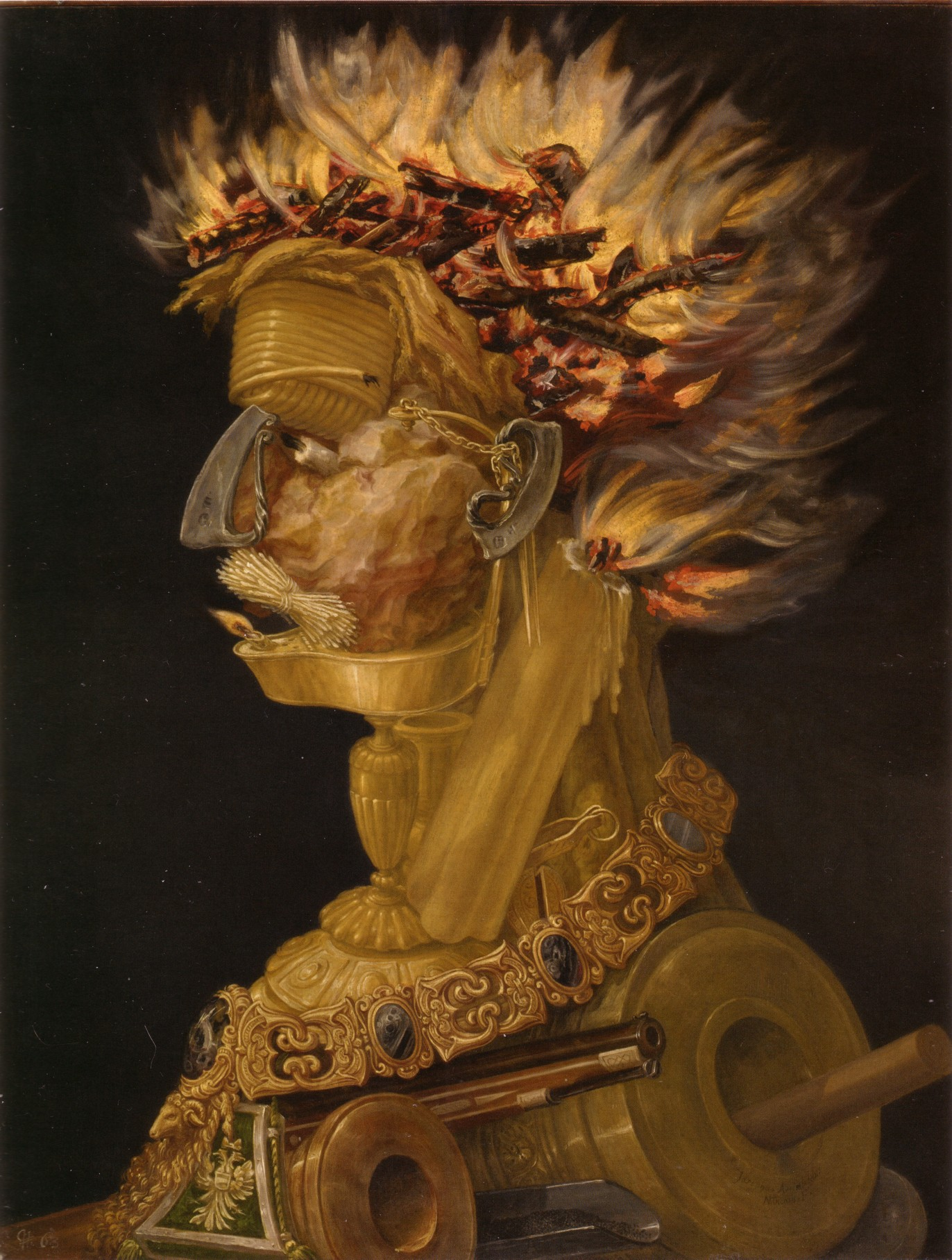
『火』

火打金やオイルランプの他に、蝋燭や薪などが組み合わされているが、動物や植物を描いた作品と比較すると、アイテムの数が限られているために、総体的にやや簡素な仕上がりとなっている。
しかしながら、銃や大砲といった火器を配置することによって、 皇帝が、四大元素としての火だけではなく、武器としての火をも統制することを示しており、その上さらに、金羊毛騎士団の紋章および「双頭の鷲」を描き入れることで、ハプスブルク家の権威の高さを強調している。
- 製作年代：1566年
- 技法：油彩、板
- サイズ：66.5×51 cm
- 所蔵：ウィーン、美術史美術館

### 『大地』

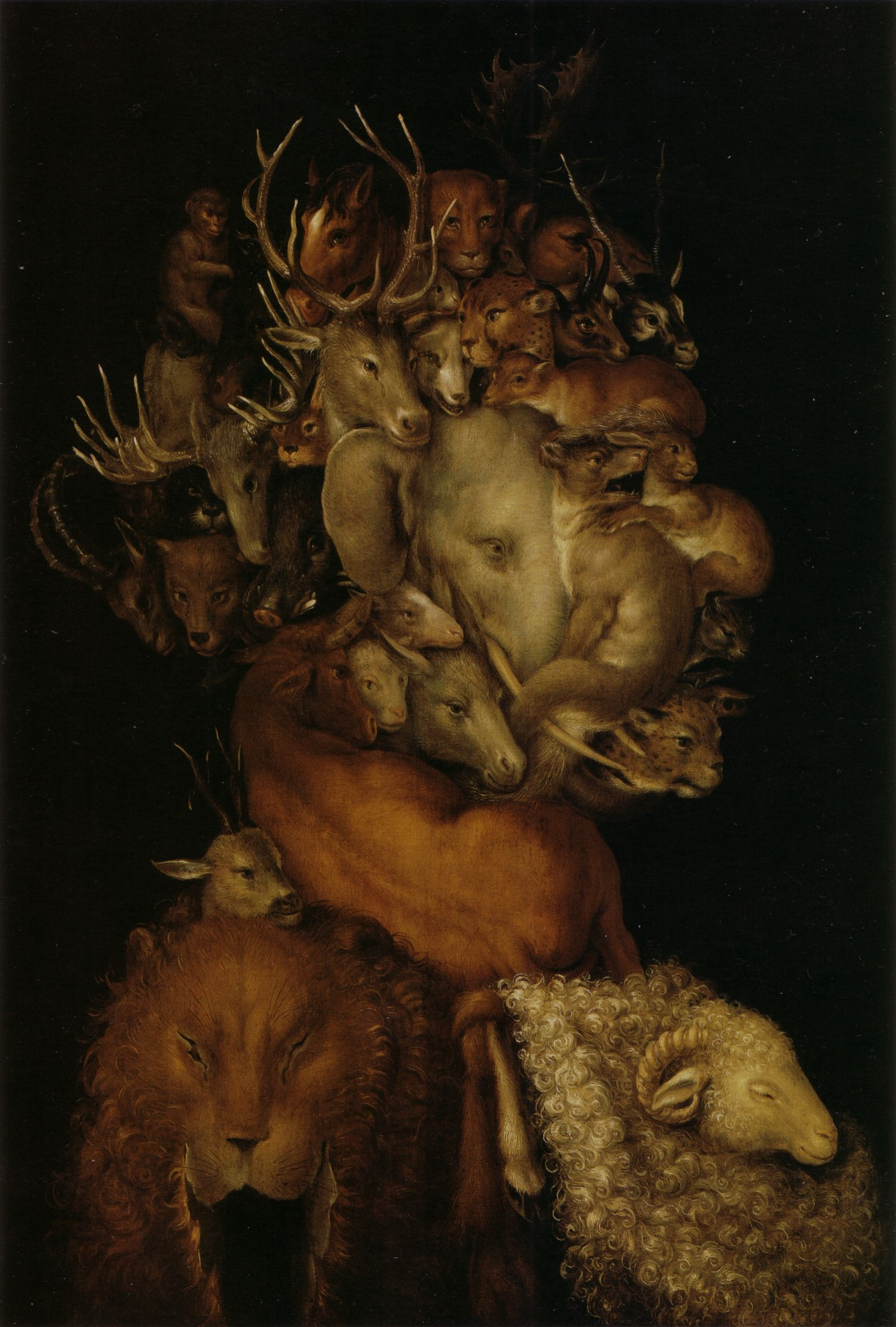
『大地』

アルチンボルドは、イノシシやシャモア、アカシカなどの動物のスケッチ画を数多く描いている。本作は、それらを組み合わせて描かれたものであると思われるが、作画に合わせて、寸法は調整されている。
像の胸部に描かれた金色の羊毛や、ギリシャ神話の英雄ヘラクレスを象徴するライオンの毛皮は、ハプスブルク家にゆかりの深いモチーフである。
- 製作年代：1566年頃
- 技法：油彩、板
- サイズ：70.2×48.7 cm
- 所蔵：リヒテンシュタイン侯爵家コレクション

### 『水』

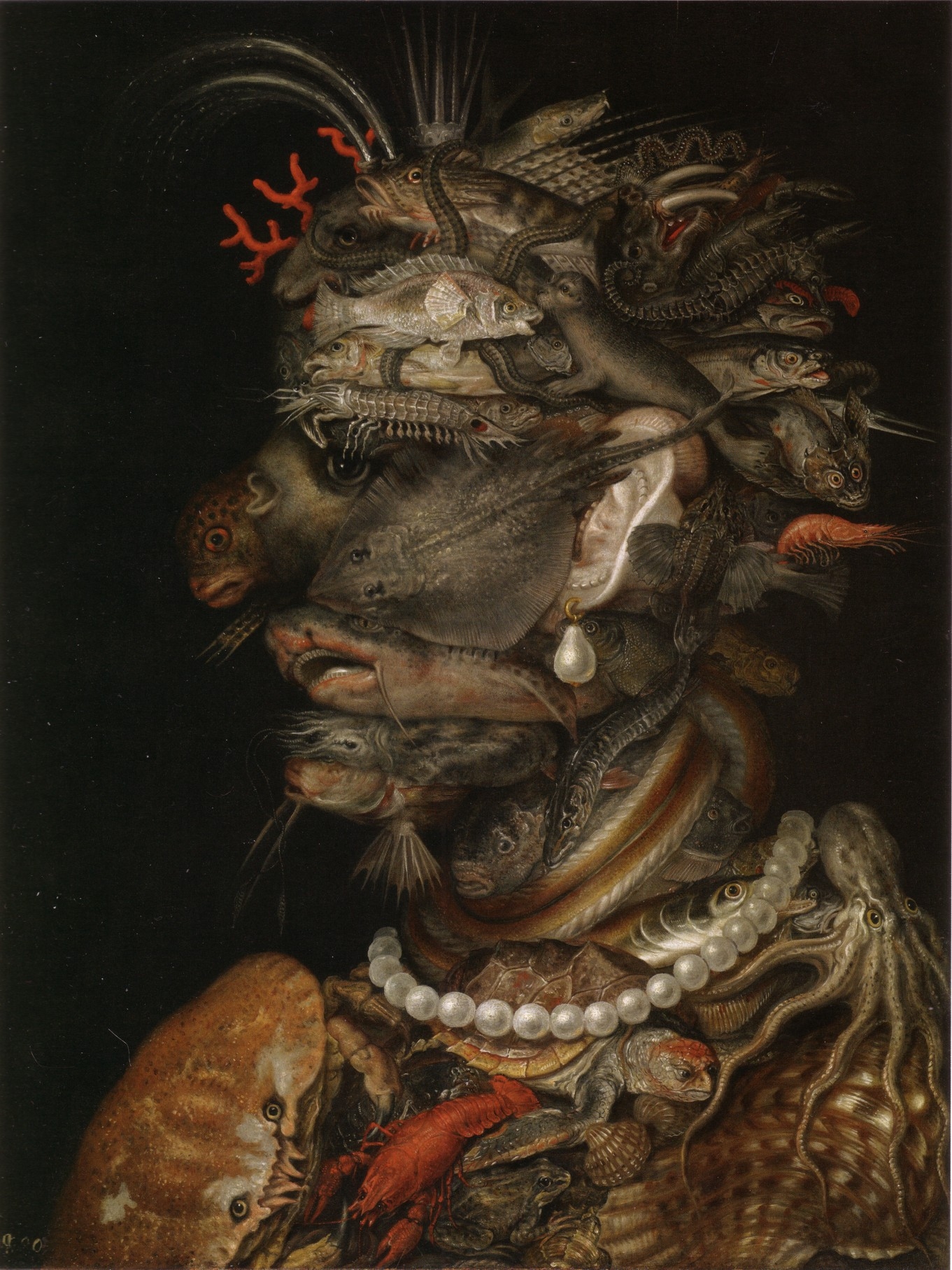
『水』

エビやタコ、ベラやヒトデなど、水中に生息する生物がぎっしりとひしめき合っている。登場する魚の大部分は、地中海に生息しているものとされる。甲殻類や貝は、軍事力や武器を示しており、大きく広い海を暗示する真珠は、ハプスブルク家の広々とした領土を示している。
真珠のアクセサリーが描かれていることの他に、海が女性を象徴することから、本作は女性像を表現したものと考えられている。頭の上に突き出た小さな魚のひれと思しきものはティアラと思われる。
- 製作年代：1566年
- 技法：油彩、板
- サイズ：66.5×50.5 cm
- 所蔵：ウィーン、美術史美術館

## 解釈
国立西洋美術館主任研究員の渡辺晋輔は、「『火』では、立派な帝国であることを誇示するために武器を描いた。『水』に関しても理由があります。宮廷があったウィーンは海のない町。海の生き物を集めること自体が大変であり、驚きをもたらすものでした。宮廷に世界中のものを集めることが、帝国や皇帝の力を示したのです」と述べている。